# Slag bij Cynossema

verloop van de slag
Spartanen: rood
Atheners: blauw

De Slag bij Cynossema (Oudgrieks: Κυνὸς σῆμα: graf van de hond) was een zeeslag die plaatsvond in 411 v.Chr. tijdens de Peloponnesische Oorlog. Een Atheense vloot onder leiding van Thrasybulus en Thrasyllus vocht tegen een Spartaanse vloot en overwon deze ook, hoewel ze in een defensieve positie gedwongen waren en in de minderheid waren. Deze overwinning kwam op het moment dat Athenes traditionele democratie vervangen was door een oligarchie, en omdat een Atheense nederlaag het einde van de oorlog zou betekenen, had deze slag een belangrijke betekenis. De Atheense vloot die opnieuw vol zelfvertrouwen zat behaalde nog twee overwinningen in de Hellespont, waarvan de slag bij Cyzicus de grootste was, en beëindigde zo de onmiddellijke Spartaanse bedreiging voor de Zwarte Zee, die van cruciaal belang was voor Athene, aangezien ze vanuit de steden langs de kust van deze zee hun voedselvoorraden haalden.

## Achtergrond
Na de Atheense nederlaag in de Siciliaanse Expeditie in 413 v.Chr. kon een Spartaanse vloot onder leiding van Chalcideus, die aangeraden was en bijgestaan werd door Alcibiades, een aantal belangrijke Ionische steden laten rebelleren tegen Athene. Na de opstand van de stad Milete sloot de Perzische satraap Tissaphernes een verbond met Sparta tegen Athene. De Spartanen wilden de Atheners nog steeds niet aanvallen op zee, en een Atheense vloot kon enkele steden heroveren en begon Chios te belegeren in 412 v.Chr. Maar de opstanden in 411 v.Chr., waaronder degene op Rhodos en Euboea, en de inname van Abydos en Lampsacus op de Hellespont door een Peloponnesisch leger dat over het land had gemarcheerd, dwongen de Atheners om de Spartanen aan te vallen en zo een groot risico te nemen. De Spartaanse vloot kon nu vrij bewegen in de Egeïsche Zee en won de overhand dankzij zijn grotere getallen, door de blokkade van Chios te doorbreken en de Atheense schepen bij Samos te veroveren. 
De Atheners konden hun overmacht in de Egeïsche Zee echter terugwinnen door zich terug te trekken uit de Hellespont en Samos te heroveren, maar door dit te doen gaven ze de Spartanen de kans om de plaats van de oorlogvoering op zee te veranderen; de Spartaanse generaal Clearchus probeerde om met 40 schepen langs de Atheense vloot bij de Hellespont te slippen. Dit zou later de uitkomst van de oorlog beslissen. Dankzij dit manoeuvre lieten ze ook weer opstanden ontketenen in Byzantium, Chalcedon en andere belangrijke steden. Enkele maanden later besliste de nieuwe Spartaanse navarch Mindarus om de hulp van Tissaphernes te laten varen, en daarom de hulp van Pharnabazus II, de satraap van Anatolië, te accepteren, omdat zijn voorstellen gunstiger waren. Ook hij kon met zijn vloot langs de Atheners glippen. Hij voegde zich bij de Peloponnesische schepen die al aan het opereren waren in de Hellespont en een basis hadden gemaakt bij Abydos, hierbij dwongen ze een kleine Atheense vloot bij Sestos om te vluchten naar Imbros en Lemnos.

## De slag
De Atheense vloot had weinig keus om Mindarus aan te vallen, aangezien een Peloponnesische vloot die opereerde in de Hellespont levensgevaarlijk was. Thrasybulus nam de leiding op zich, leidde de vloot naar Elaeus en bleef daar vijf dagen om de aanval op de 86 Spartaanse schepen bij Abydos te plannen. De Atheense vloot zeilde in de Hellespont, waarbij ze de noordkust volgden, terwijl de Spartanen uit Abydos vertrokken en de zuidkust volgden. Toen de Atheense linkerflank de punt van Cynossema had gerond vielen de Spartanen aan, met het plan om zo de Atheense rechterflank te omsingelen, in een val te laten lopen in de Hellespont en het Atheense centrum naar Cynossema te drijven. Het Atheense centrum moest snel aan land gaan bij Cynossema, en de linkerflank onder Thrasyllus, aangevallen door de Syracusaanse bondgenoten van Sparta, kon de rest van de vloot niet zien en kon zo niet te hulp snellen. Ondertussen kon Thrasybulus op de rechterflank de omsingeling ontwijken door zijn linie uit te breiden naar het westen, maar verloor zo het contact met het centrum. Nu de Atheners verdeeld waren en een groot deel van hun vloot buiten gevecht was gesteld bleek een Spartaanse overwinning verzekerd. 
Op dit moment begon de Peloponnesische vloot echter in wanorde te vallen omdat de schepen hun linie verlieten om de individuele Atheense schepen te achtervolgen. Omdat Thrasybulus dit zag, keerde hij zijn schepen abrupt om en viel de Spartaanse linkerflank aan. Nadat hij deze schepen op de vlucht had gedreven viel hij aan op het Peloponnesische centrum. De Syracusanen op de rechterflank, die zagen dat de rest van hun vloot op de vlucht sloeg, bliezen hun aanval af en vluchtten ook. Omdat de straat zo smal was konden de Atheners de Peloponnesiërs niet veel schade berokkenen, maar op het einde van de dag hadden ze 21 Spartaanse schepen veroverd en 15 schepen verloren aan de spartanen. De Atheners richten een monument op bij Cynossema en gingen naar Sestos, terwijl de Peloponnesiërs terugkeerden naar Abydos.

## Nasleep
In de dagen na de slag herstelden de Atheners hun schepen bij Sestos en stuurden een klein detachement naar Cyzicus, waarbij ze deze stad heroverden en 8 triremen veroverden. Een schip werd naar Athene gestuurd om de overwinning te melden aan de inwoners. Dit versterkte het vertrouwen in een goede afloop voor de oorlog. De Atheners hadden de oorlog kunnen verliezen bij Cynossema, aangezien ze een kleinere vloot hadden en in voor hen ongunstige wateren vochten. In plaats daarvan behaalden ze een overwinning die hen toeliet om te blijven vechten, waarbij de overwinning nog steeds mogelijk leek.